# Lepidochrysops southeyae
Southey's Blue (Lepidochrysops southeyae) là một loài bướm ngày thuộc họ Bướm xanh. Nó được tìm thấy ở Nam Phi, nơi nó được tìm thấy ở Nama Karoo in the East Cape.
Sải cánh dài 27–30 mm đối với con đực và 28–32 mm đối với con cái. Con trưởng thành bay từ tháng 9 đến tháng 3. There are several generations per year, depending on rains.